# Eudocima mionopastea
Eudocima mionopastea là một loài bướm đêm trong họ Erebidae.